# Palacio de los duques de Braganza (Guimarães)
El palacio de los duques de Braganza (a veces simplificado como palacio de los duques) fue construido en el siglo XV, en Guimarães, por Alfonso, I duque de Braganza para su amante. Cuando estuviera el duque con esta, ya tendría una residencia lujosa para los dos. 

## Historia

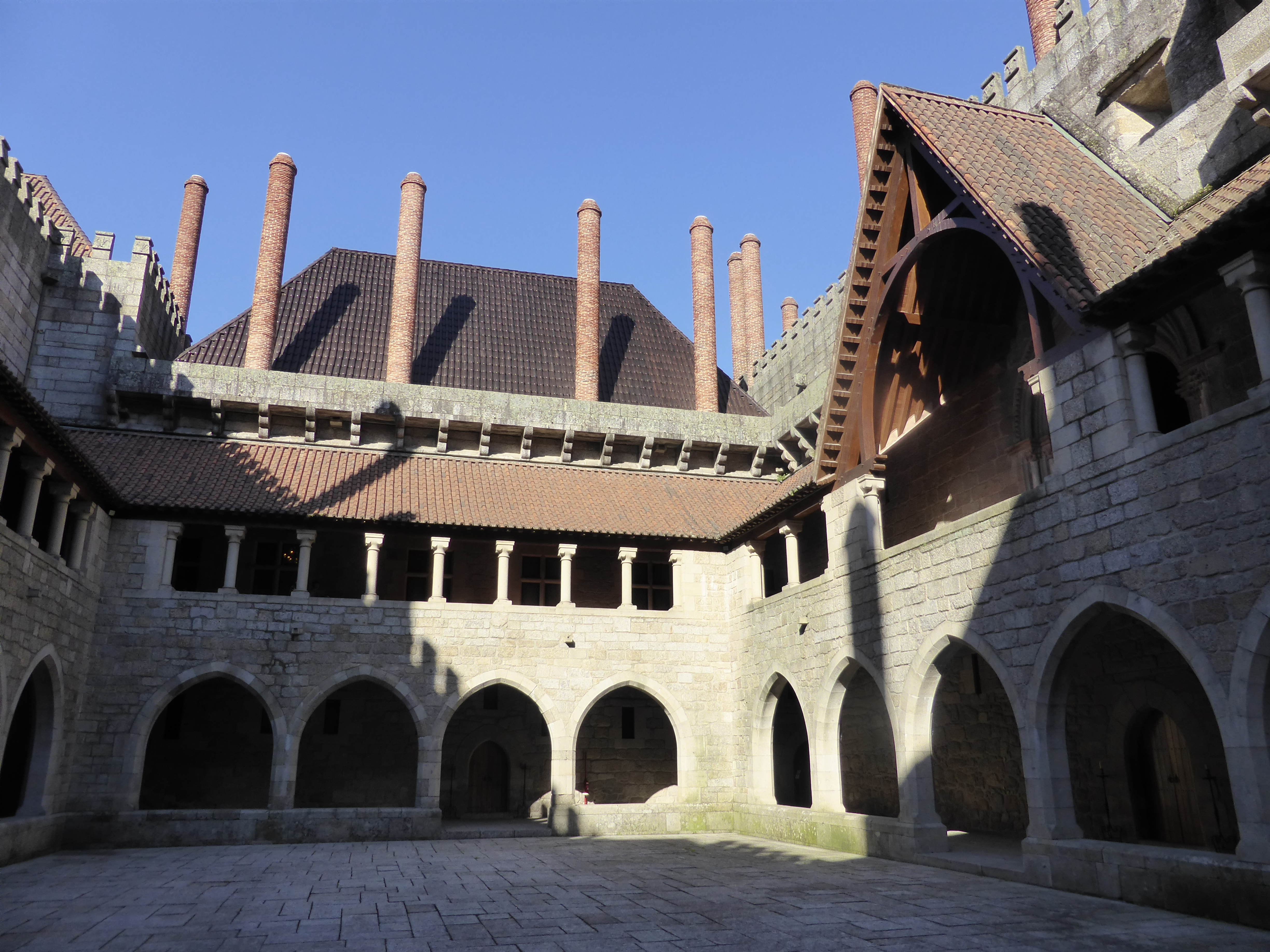
Patio central

Construido en el siglo XV por iniciativa de Alfonso I de Braganza. El estilo borgoñés de este palacio refleja sus gustos, adquiridos en sus viajes por Europa. Estuvo desocupado cuando los duques se mudaron al palacio ducal de Vila Viçosa, periodo en que el edificio se modificó, perdiendo gradualmente su forma original.
Durante parte del siglo XVI, el palacio siguió siendo utilizado como residencia de los duques de Braganza, tras lo cual entró paulatinamente en una fase de abandono y consiguiente ruina. En 1807, durante las invasiones francesas, fue adaptado como cuartel militar, función que ocupó hasta 1935.
El aspecto actual es una recreación, no exenta de polémica, realizada durante el Estado Nuevo. Esto se debe a que, en 1933, bajo el gobierno de António de Oliveira Salazar, fue transformado en residencia oficial del presidente, realizando una polémica campaña de restauración. El 25 de junio de 1959 se transformó en la residencia oficial del Presidente de la República en el norte de Portugal, y el 26 de agosto del mismo año se abrió al público como museo.

## Características
Algunas salas de su interior componen un museo, donde se destacan alfombras persas, tapices flamencos (con temática sobre las conquistas portuguesas en el norte de África) y pinturas, como el Cordero Pascal de Josefa de Óbidos o el retrato de Catalina de Braganza.
En homenaje a las proezas marítimas de los portugueses, el techo de la sala de banquetes reproduce el casco volcado de una carabela.

## Galería

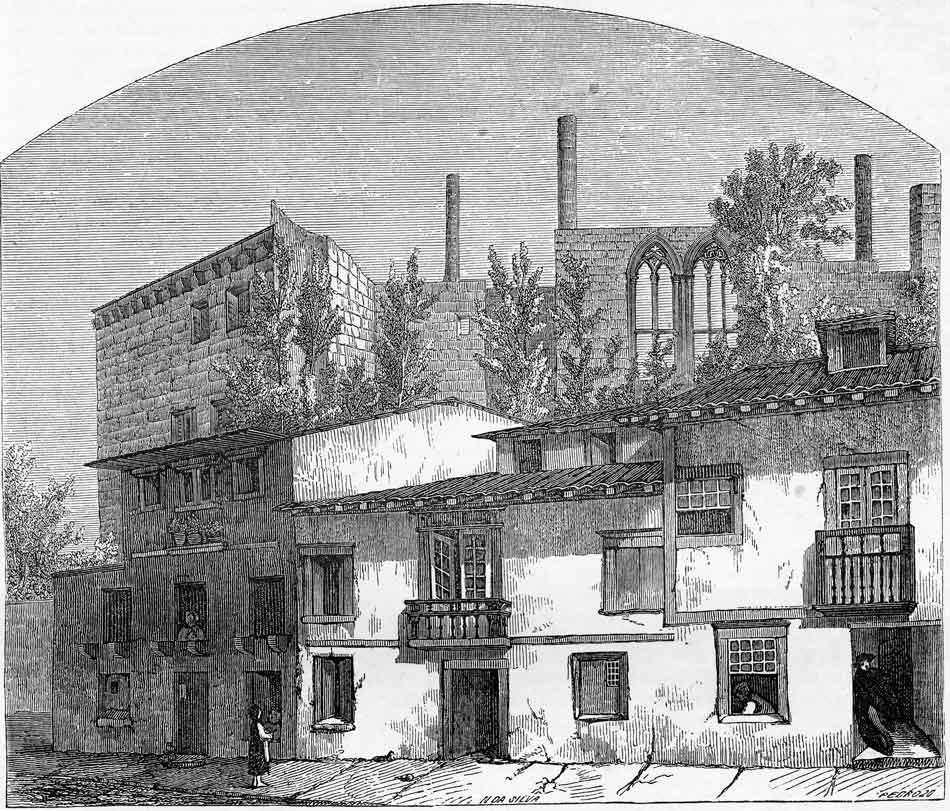
El palacio en ruinas en un grabado de 1861
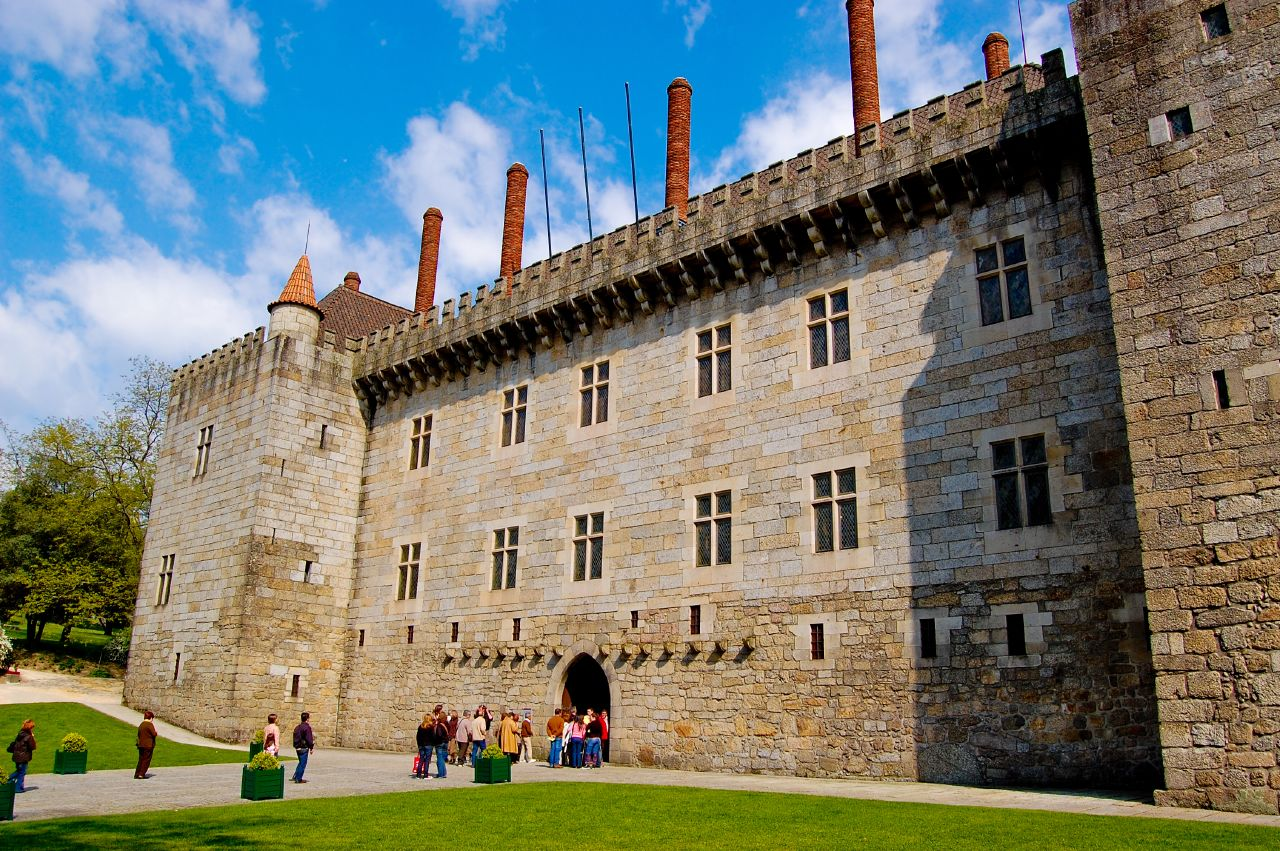
Fachada principal
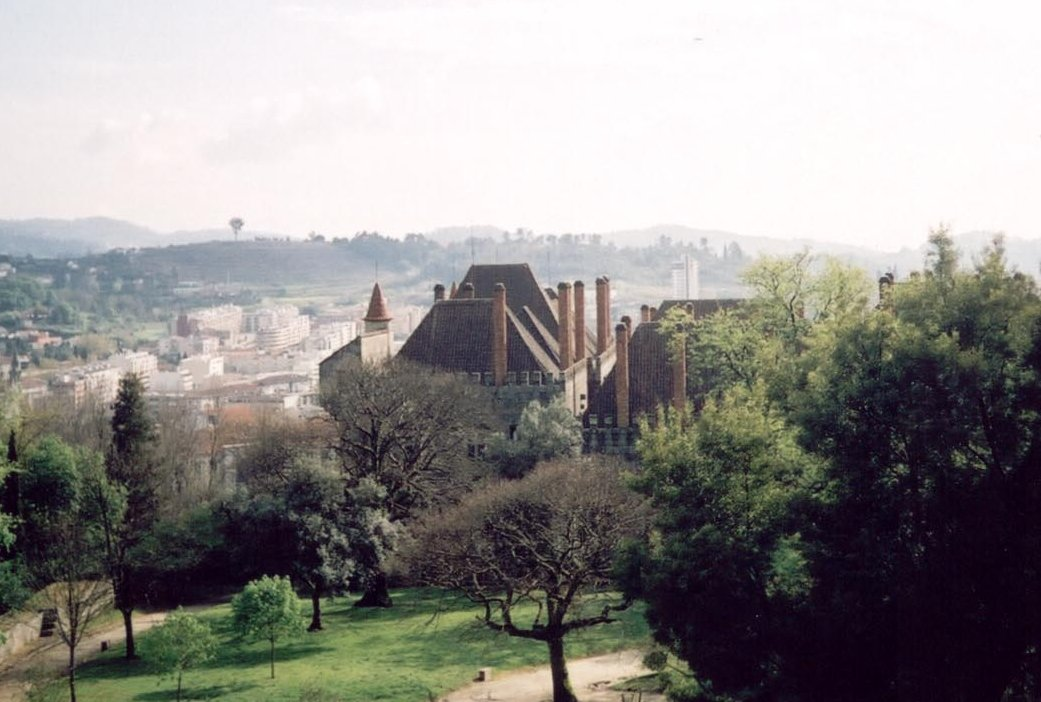
Palacio visto desde el Castillo de Guimarães
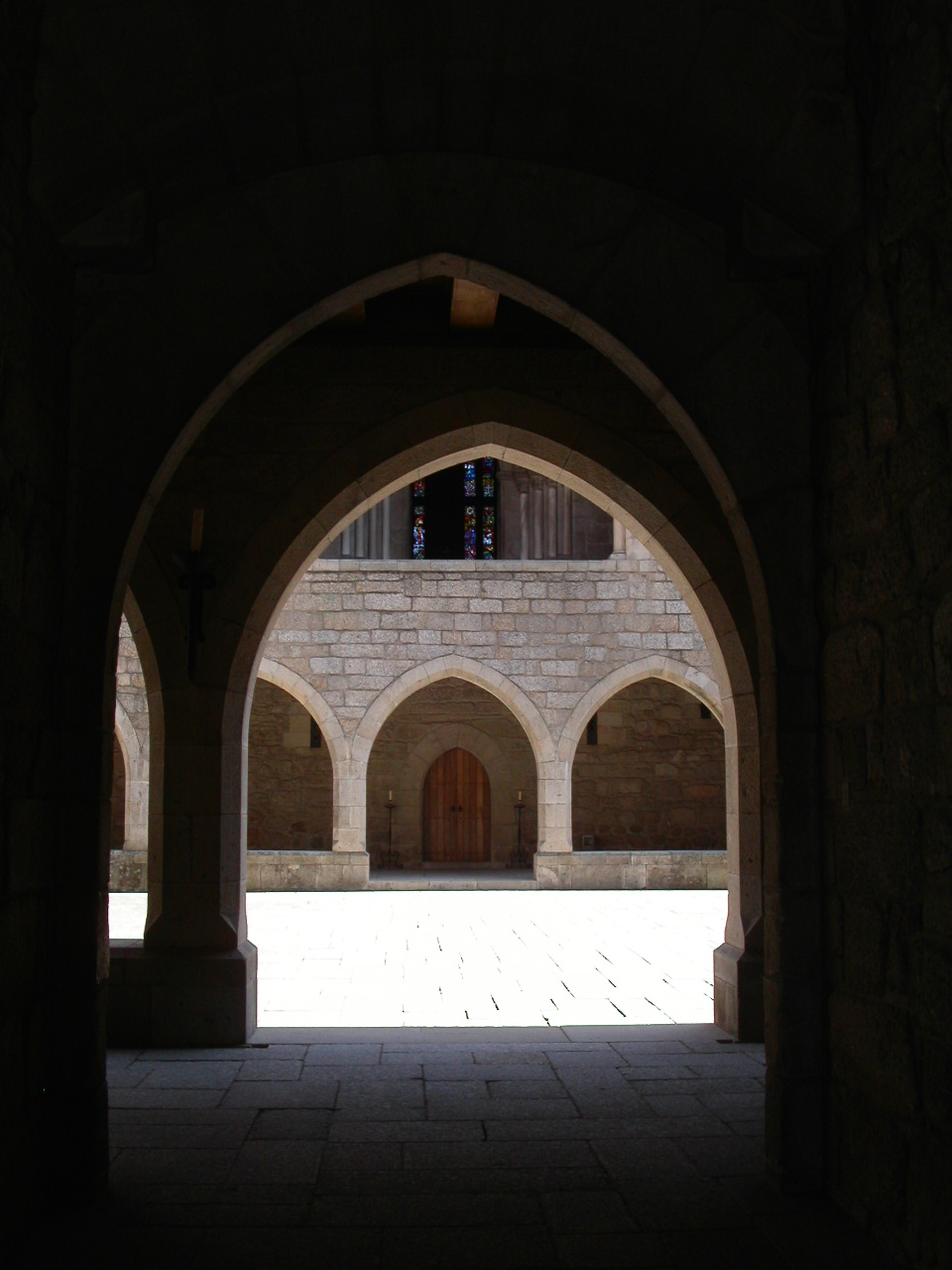
Arcos
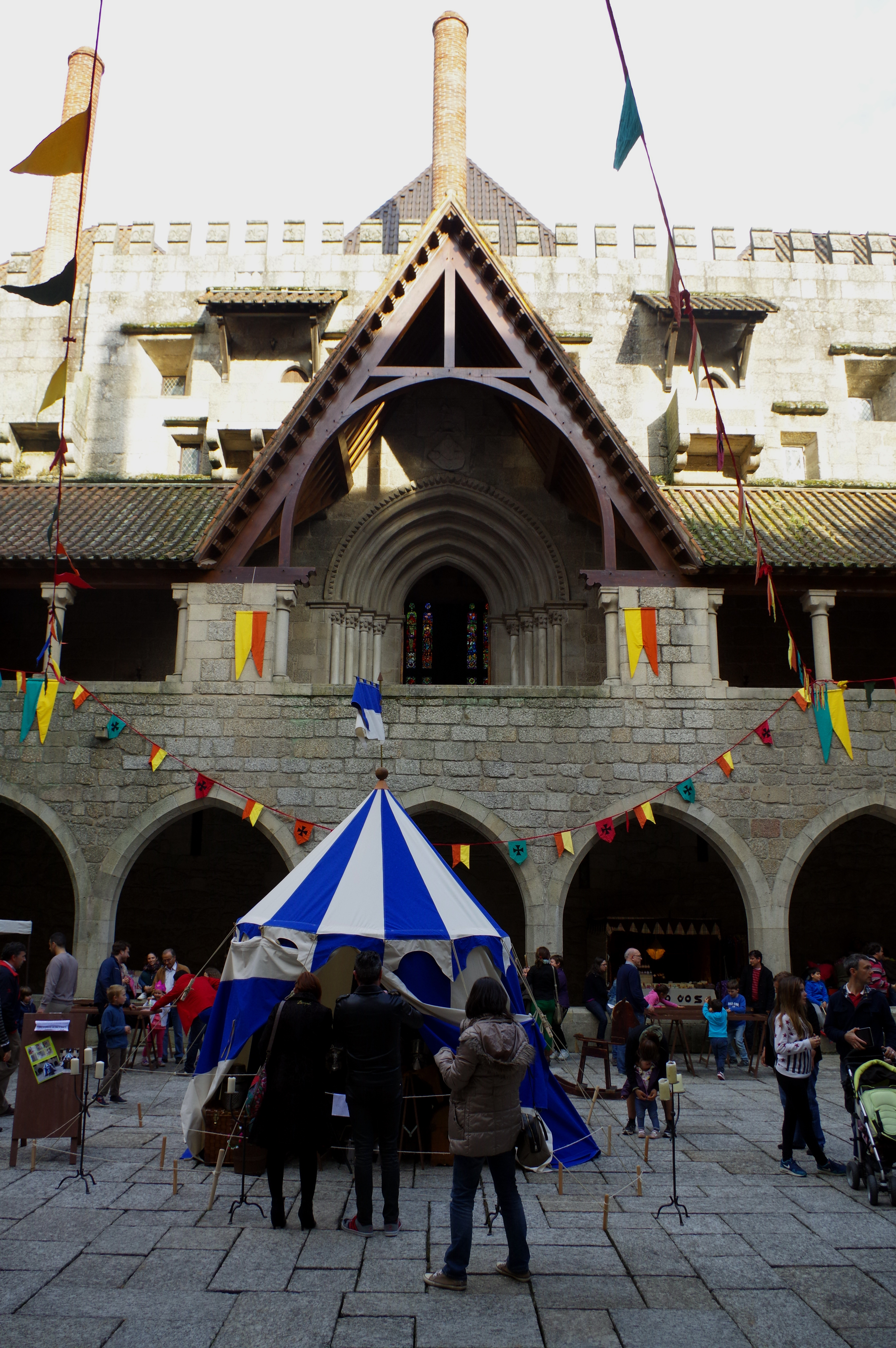
Patio central decorado para evento medieval
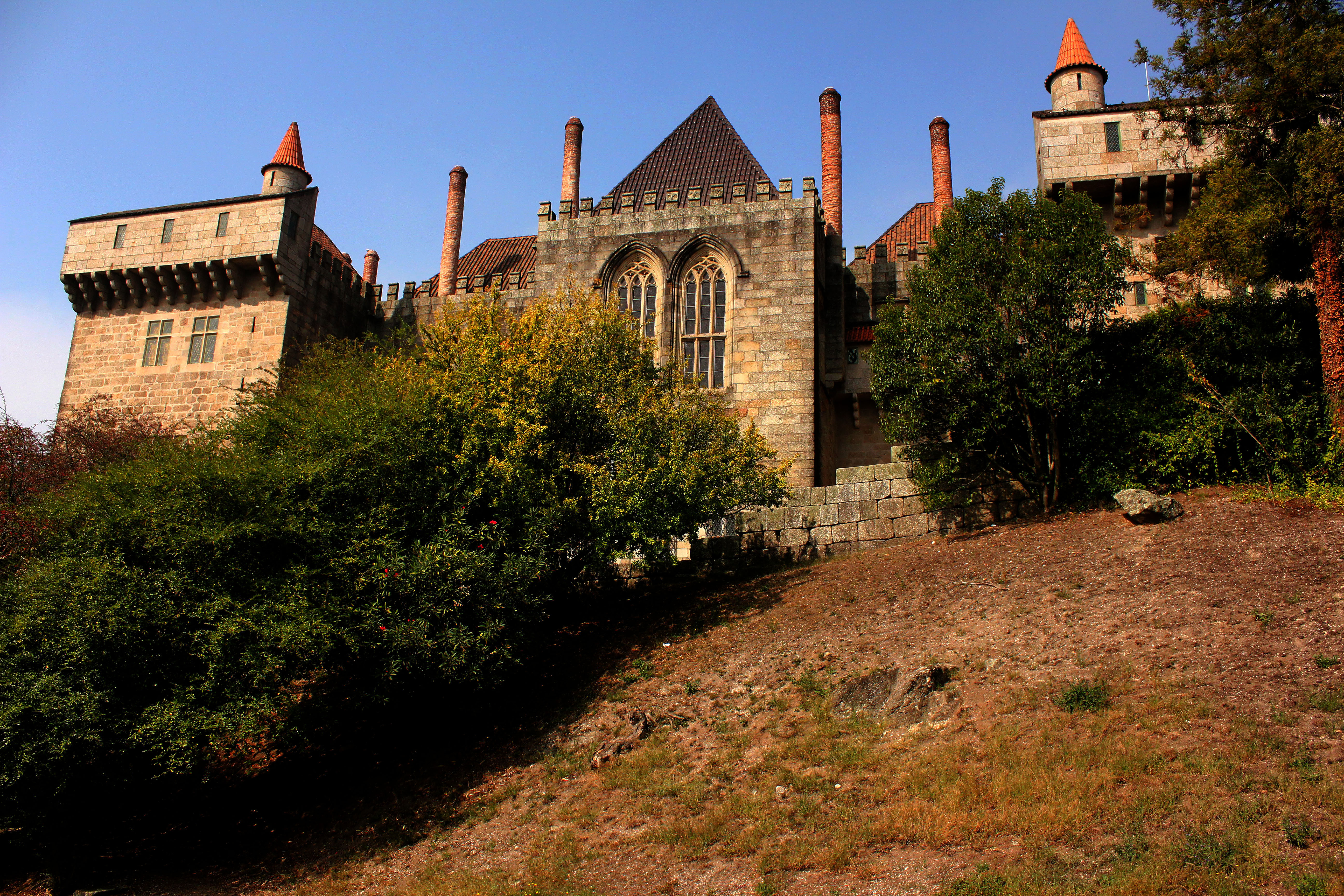
Fachada este

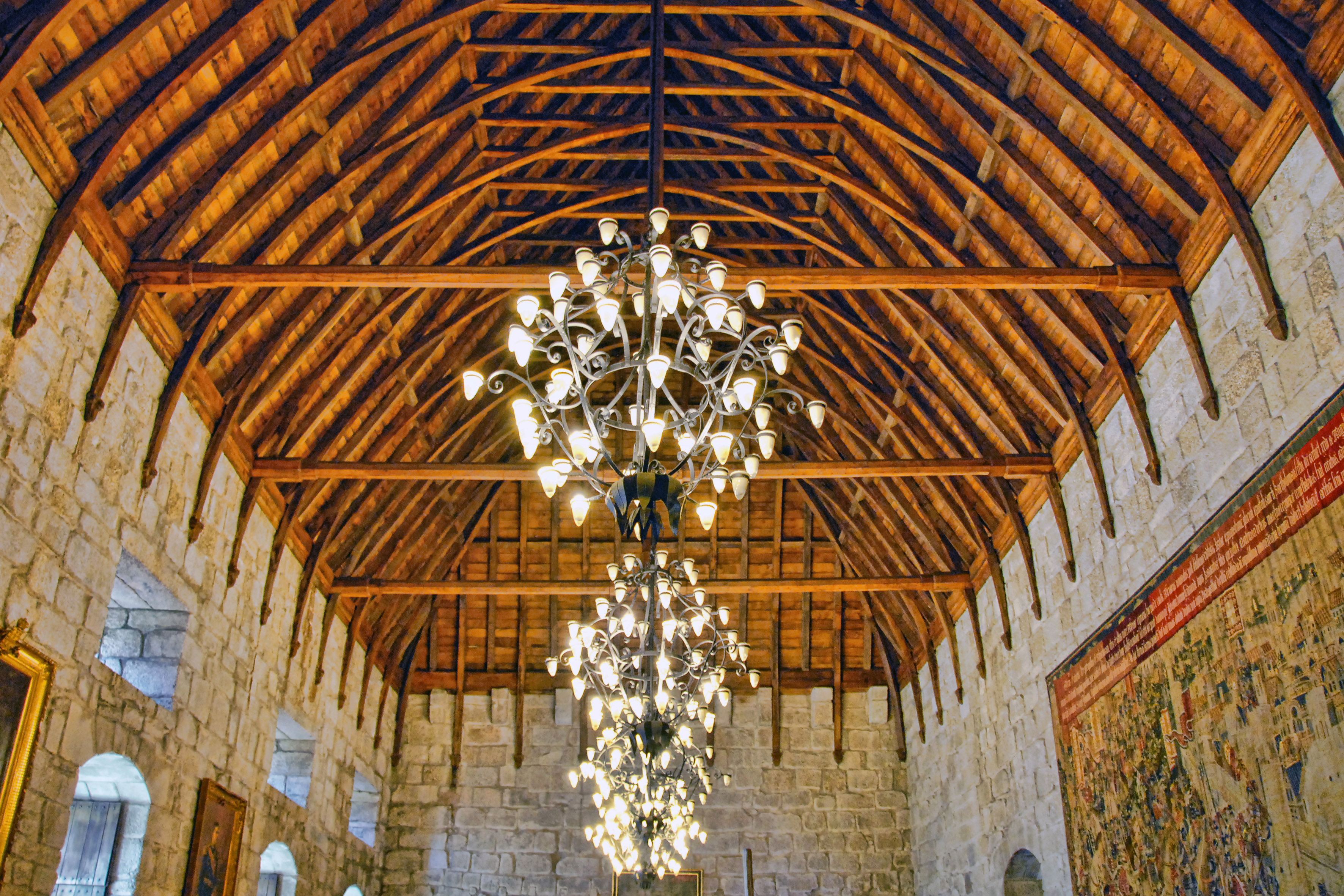
Techo del Salón Noble
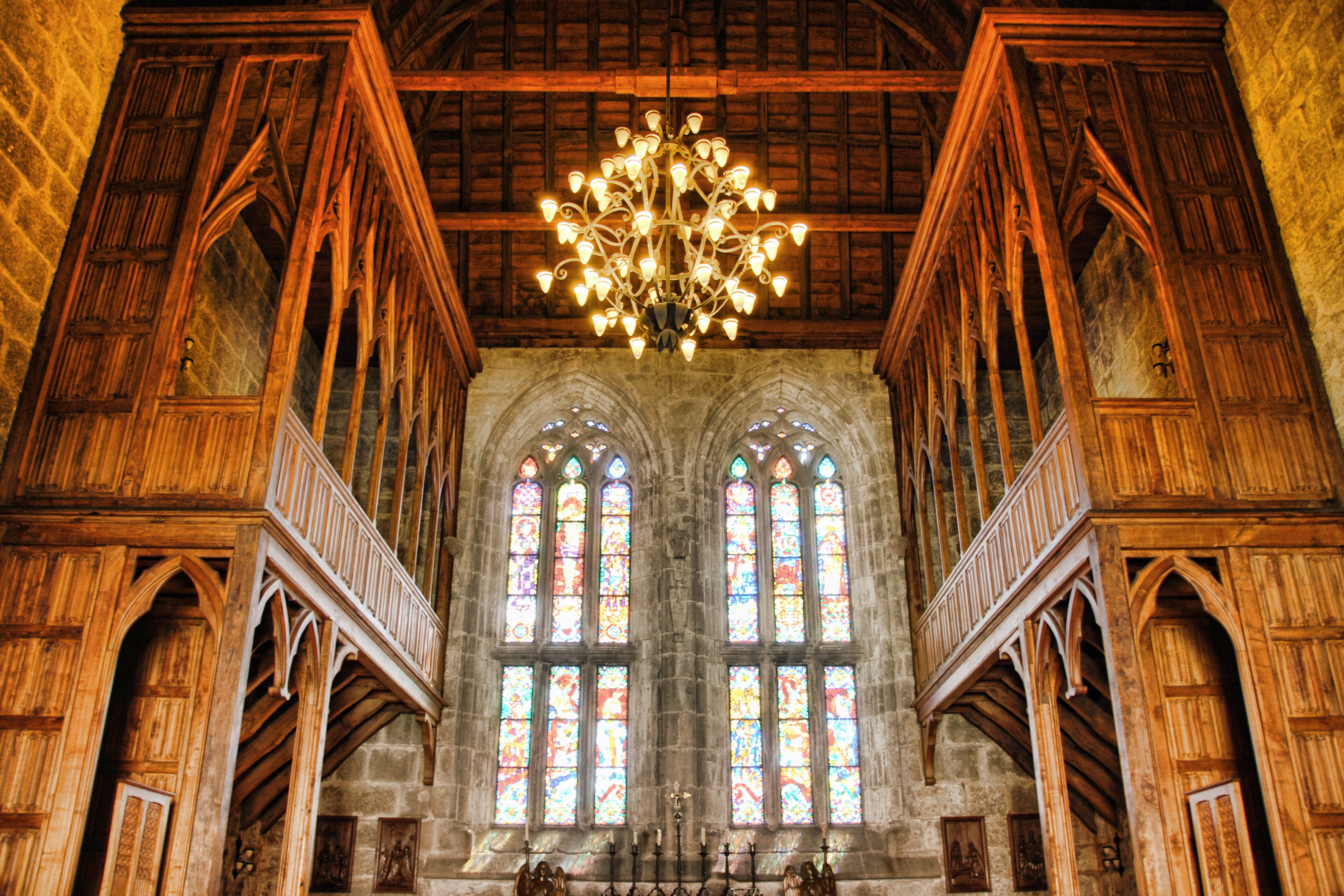
Capilla
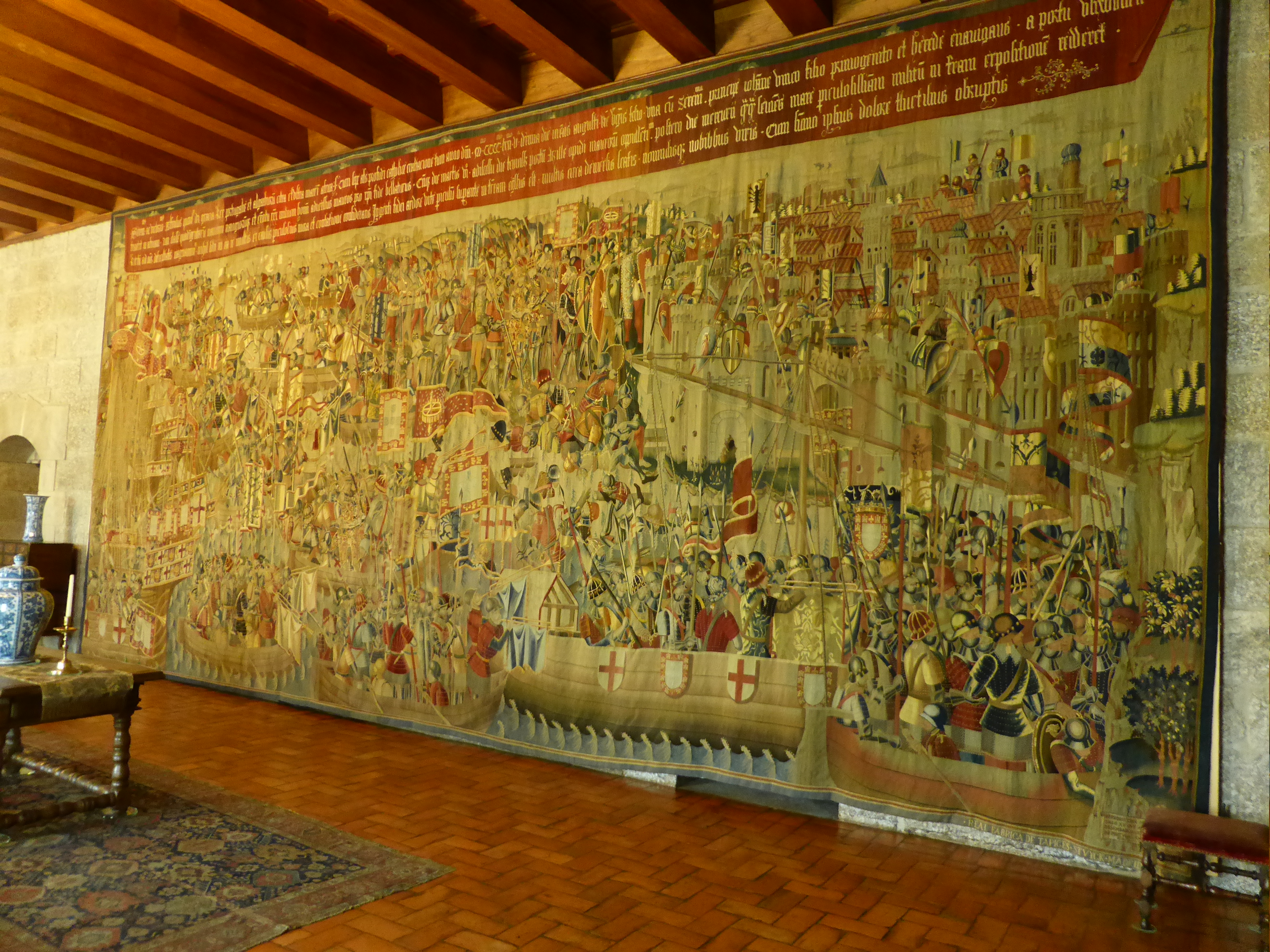
Réplica de uno de los Tapices de Pastrana
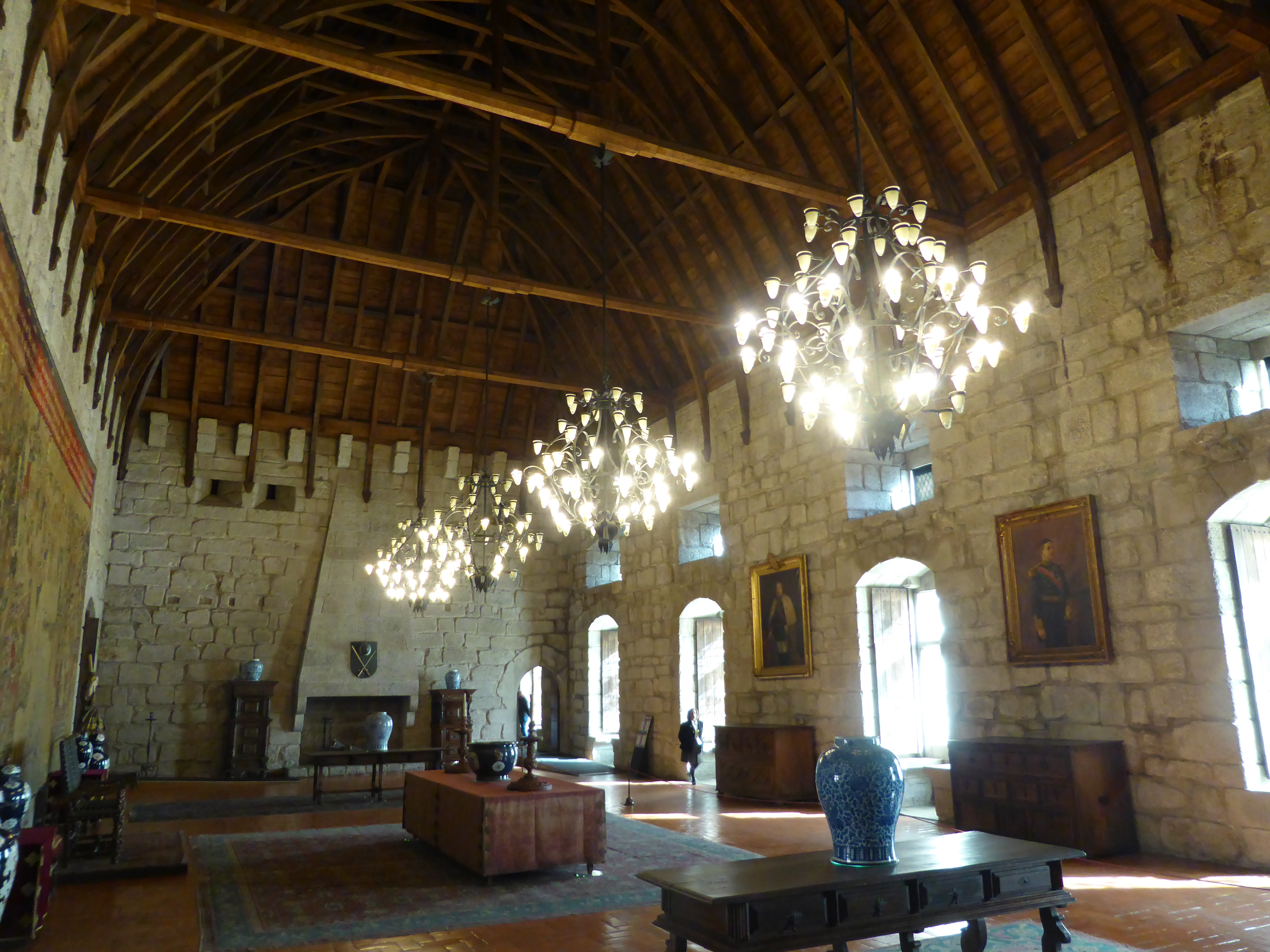
Salón Noble
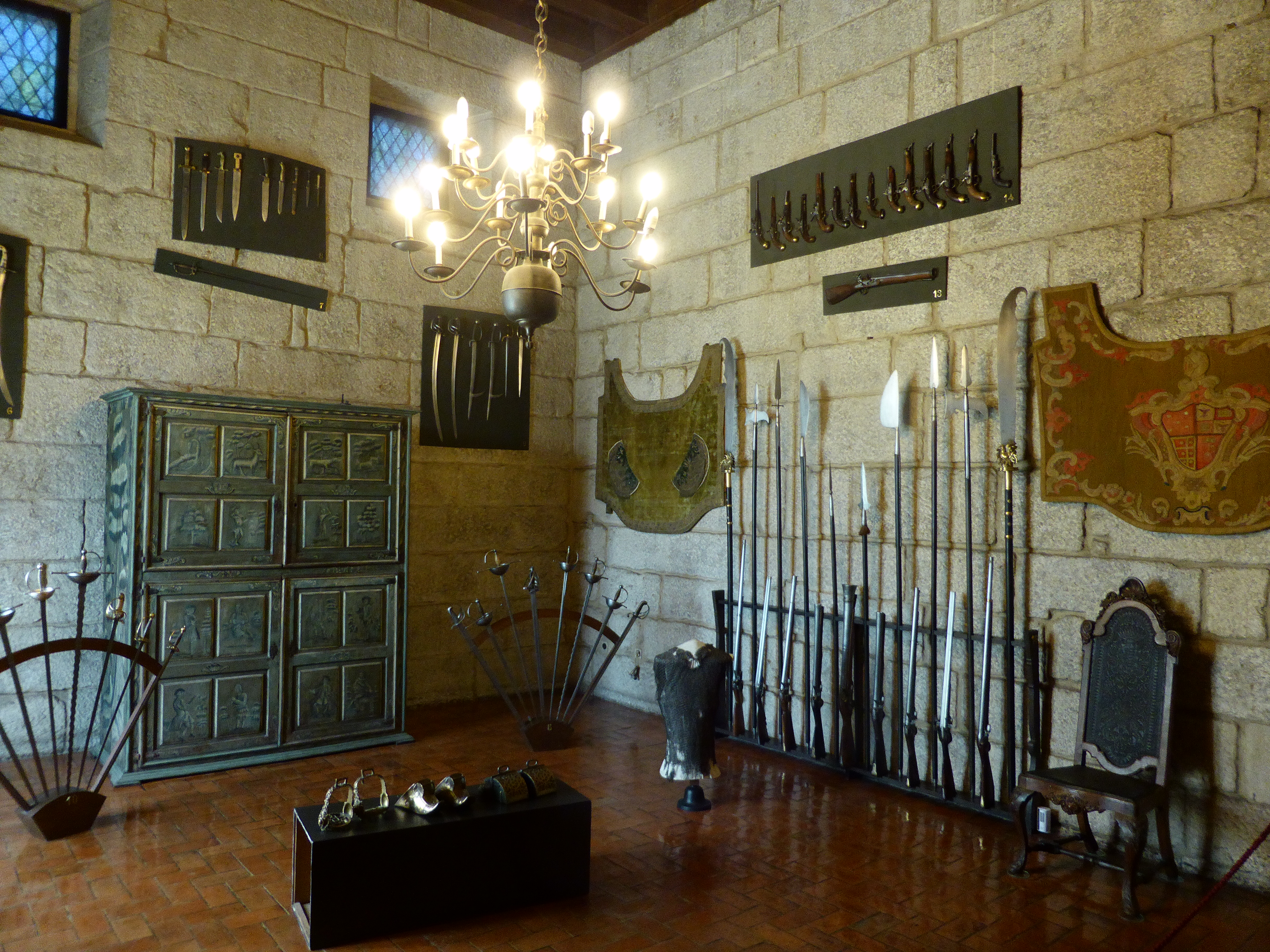
Sala de Armas
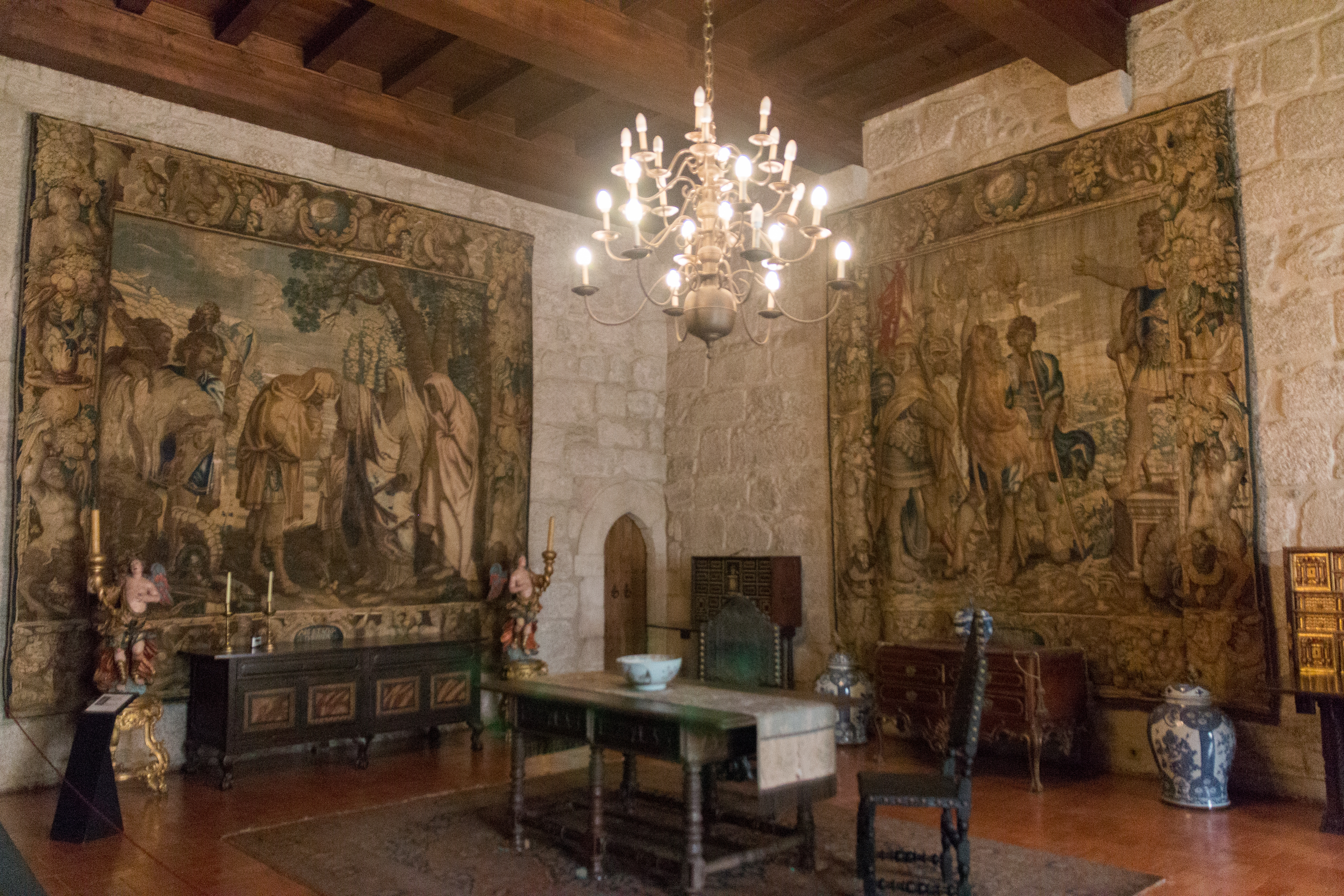
Salón de San Miguel